# Edward Donnall Thomas
Edward Donnall (Don) Thomas (Mart (Texas), 15 maart 1920 – Seattle, 20 oktober 2012) was een Amerikaans arts en professor aan de Universiteit van Washington. In 1990 won hij samen met Joseph Murray de Nobelprijs voor de Fysiologie of Geneeskunde voor hun onderzoek en ontwikkeling aan orgaan- en celtransplantatie. Thomas ontwierp beenmergtransplantatie, wat als genezing kan dienen voor leukemie.

## Biografie
De Texaan Thomas was de zoon van de arts Edward E. Thomas en Angie Hill Donnall. Hij studeerde scheikunde en chemische technologie aan de Universiteit van Texas in Austin. In 1941 haalde hij zijn Bachelor of Arts en in 1943 zijn Master. Hij trouwde met Dorothy (Dottie) Martin. Samen kregen ze drie kinderen.
In 1943 ging Thomas naar Harvard Medical School, alwaar hij in 1946 zijn Doctor of Medicine behaalde. Aan Harvard raakte hij geïnteresseerd in leukemie en beenmerg. Na zijn afstuderen diende hij twee jaar in het leger waarna hij terugkeerde naar Boston om verder onderzoek te doen. In 1955 werd hij geneesheer aan het Mary Imogene Bassett Hospital (huidige Bassett Medical Center) in Cooperstown. In 1963 verhuisde hij naar Seattle waar hij hoogleraar werd aan de Universiteit van Washington Medical School.

## Beenmergtransplantatie
Direct na zijn aankomst in Cooperstown raakte Thomas als jong onderzoeker betrokken bij experimentele transplantaties van beenmerg op honden om de technische problemen uit te werken. Hij vermoedde dat vervanging van het beenmerg van patiënten met dat van een gezonde donor leukemie kon genezen. Rond 1957 voerde zijn team de eerste beenmergtransplantatie uit op zes patiënten nadat hij eerst hun eigen abnormale beenmerg had vernietigd met straling. De resultaten waren teleurstellend. Geen van de patiënten leefden langer dan honderd dagen door complicaties en doordat het lichaam het getransplanteerde beenmerg afstootte of door graft-versus-hostreactie waarbij de donorcellen het gastweefsel aanvallen. Alleen bij identieke tweelingen traden geen afstotingsverschijnselen op.
In 1969, na jaren van onderzoek naar histocompatibiliteit (weefselafstoting) en de ontwikkeling van geperfectioneerde antibiotica om infecties te onderdrukken, voerde Thomas de eerste succesvolle beenmergtransplantatie uit waarbij de donor en ontvanger geen eeneiige tweeling was. Gedurende de jaren zeventig ontwikkelde en verbeterde hij de behandelprocedure van leukemiepatiënten. In 1990 won hij hiervoor de Nobelprijs voor de Fysiologie en Geneeskunde, samen met Joseph Murray die soortgelijke problemen overwon bij orgaantransplantaties. Hij geldbedrag van zijn Nobelprijs, zo'n 350.000 dollar, doneerde Thomas aan het Fred Hutchinson Cancer Research Center waar hij tientallen jaren werkzaam was geweest. In hetzelfde jaar, 1990, werd Thomas ook onderscheiden met de National Medal of Science.
1901: Behring · 
1902: Ross · 
1903: Finsen · 
1904: Pavlov · 
1905: Koch · 
1906: Golgi, Ramón y Cajal · 
1907: Laveran · 
1908: Mechnikov, Ehrlich · 
1909: Kocher · 
1910: Kossel · 
1911: Gullstrand · 
1912: Carrel · 
1913: Richet ·
1914: Bárány · 
1919: Bordet · 
1920: Krogh · 
1922: Hill, Meyerhof · 
1923: Banting, Macleod · 
1924: Einthoven ·
1926: Fibiger · 
1927: Wagner-Jauregg · 
1928: Nicolle · 
1929: Eijkman, Hopkins · 
1930: Landsteiner · 
1931: Warburg · 
1932: Sherrington, Adrian · 
1933: Morgan · 
1934: Whipple, Minot, Murphy · 
1935: Spemann · 
1936: Dale, Loewi · 
1937: Szent-Györgyi · 
1938: Heymans · 
1939: Domagk · 
1943: Dam, Doisy · 
1944: Erlanger, Gasser · 
1945: Fleming, Chain, Florey · 
1946: Muller · 
1947: C. Cori, G. Cori, Houssay · 
1948: Müller · 
1949: Hess, Moniz · 
1950: Kendall, Reichstein, Hench · 
1951: Theiler · 
1952: Waksman · 
1953: Krebs,Lipmann ·
1954: Enders, Weller, Robbins · 
1955: Theorell · 
1956: Cournand, Forssmann, Richards · 
1957: Bovet · 
1958: Beadle, Tatum, Lederberg · 
1959: Ochoa, Kornberg · 
1960: Burnet, Medawar · 
1961: Békésy · 
1962: Crick, Watson, Wilkins · 
1963: Eccles, Hodgkin, Huxley · 
1964: Bloch, Lynen · 
1965: Jacob, Lwoff, Monod · 
1966: Rous, Huggins · 
1967: Granit, Hartline, Wald · 
1968: Holley, Khorana, Nirenberg · 
1969: Delbrück, Hershey, Luria · 
1970: Katz, Euler, Axelrod · 
1971: Sutherland · 
1972: Edelman, Porter · 
1973: Frisch, Lorenz, Tinbergen · 
1974: Claude, De Duve, Palade · 
1975: Baltimore, Dulbecco, Temin ·
1976: Blumberg, Gajdusek · 
1977: Guillemin, Schally, Yalow · 
1978: Arber, Nathans, Smith · 
1979: Cormack, Hounsfield · 
1980: Benacerraf, Dausset, Snell · 
1981: Sperry, Hubel, Wiesel · 
1982: Bergström, Samuelsson, Vane · 
1983: McClintock · 
1984: Jerne, Köhler, Milstein · 
1985: Brown, Goldstein · 
1986: Cohen, Levi-Montalcini · 
1987: Tonegawa · 
1988: Black, Elion, Hitchings · 
1989: Bishop, Varmus · 
1990: Murray, Thomas · 
1991: Neher, Sakmann · 
1992: Fischer, Krebs · 
1993: Roberts, Sharp · 
1994: Gilman, Rodbell · 
1995: Lewis, Nüsslein-Volhard, Wieschaus · 
1996: Doherty, Zinkernagel · 
1997: Prusiner · 
1998: Furchgott, Ignarro, Murad · 
1999: Blobel · 
2000: Carlsson, Greengard, Kandel ·
2001: Hartwell, Hunt, Nurse · 
2002: Brenner, Horvitz, Sulston · 
2003: Lauterbur, Mansfield · 
2004: Axel, Buck · 
2005: Marshall, Warren ·
2006: Fire, Mello ·
2007: Capecchi, Smithies, Evans ·
2008: Zur Hausen, Barré–Sinoussi, Montagnier ·
2009: Blackburn, Greider, Szostak ·
2010: Edwards ·
2011: Beutler, Hoffmann, Steinman ·
2012: Gurdon, Yamanaka ·
2013: Rothman, Schekman, Südhof ·
2014: O'Keefe, Moser, Moser ·
2015: Campbell, Omura, Tu ·
2016: Osumi ·
2017: Hall, Rosbash, Young ·
2018: Allison, Honjo ·
2019: Kaelin, Ratcliffe, Semenza ·
2020: Alter, Houghton, Rice ·
2021: Julius, Patapoutian ·
2022: Pääbo ·
2023: Karikó, Weissman ·
2024: Ambros, Ruvkun